# François-Joseph Sollacaro
François-Joseph Sollacaro (* 21. März 1994 in Ajaccio) ist ein französischer Fußballtorwart.

## Karriere
Sollacaro begann seine fußballerische Ausbildung bereits 2003 beim AC Ajaccio. Seit 2012 spielt er neben der Jugend auch bei der drittklassigen Zweitmannschaft. Ende der Saison 2013/14 stand er bereits zweimal im Kader der Ligue 1 bei den Profis. Nach dem Abstieg in die Ligue 2 war er dennoch nur dritter Torwart bei den Korsen. 2015/16 stand er bereits öfter im Kader und wurde zweiter Torhüter beim ACA. Die Saison darauf war dies nur teilweise der Fall. In der Spielzeit 2017/18 war er wieder die ganze Saison über zweiter Torwart und kam bereits zu einem Einsatz in der Coupe de France. Auch 2018/19 lief es so. In der verkürzten Saison 2019/20 war er nicht anders und er kam wieder zu einem Pokaleinsatz und war sonst nur zweite Wahl im Tor. Am vierten Spieltag der Spielzeit 2020/21 kam er unerwartet zu seinem Debüt bei einer 0:2-Niederlage gegen Grenoble Foot. Insgesamt spielte er in jener Saison fünfmal in der Liga und ein weiteres Mal im Pokal. In der Spielzeit 2021/22 kam er bereits zu acht Einsätzen in der Liga und schaffte mit seiner Mannschaft den Aufstieg in die Ligue 1. Nachdem Stammtorhüter Benjamin Leroy verletzt ausgefallen war, debütierte Sollacaro am neunten Spieltag gegen Clermont Foot in der höchsten französischen Liga.

## Erfolge
AC Ajaccio
- Zweiter der Ligue 2 und Aufstieg in die Ligue 1: 2022